# Lijst van voetbalinterlands Antigua en Barbuda - Mexico (vrouwen)
Deze lijst van voetbalinterlands is een overzicht van alle officiële voetbalinterlands tussen de nationale vrouwenteams van Antigua en Barbuda en Mexico. De landen hebben tot nu toe één keer tegen elkaar gespeeld.

## Wedstrijden
| № | Plaats        | Datum            | Competitie                                | Wedstrijd                   | Uitslag |
| - | ------------- | ---------------- | ----------------------------------------- | --------------------------- | ------- |
| 1 | Santo Domingo | 20 februari 2022 | CONCACAF W Championship 2022 kwalificatie | Antigua en Barbuda − Mexico | 0 − 8   |

## Samenvatting
| Competitie                           | Totaal gespeeld | Winst Antigua en Barbuda | Gelijk | Winst Mexico | Doelsaldo Antigua en Barbuda – Mexico |
| ------------------------------------ | --------------- | ------------------------ | ------ | ------------ | ------------------------------------- |
| CONCACAF W Championship kwalificatie | 1               | 0                        | 0      | 1            | 0 − 8                                 |
| Totaal                               | 1               | 0                        | 0      | 1            | 0 − 8                                 |

ABFA · A-internationals · Mannenelftal van Antigua en Barbuda
2004 – 2009 · 2010 – 2019 · 2010 – 2029
Amerikaanse Maagdeneilanden ·
Anguilla ·
Aruba ·
Barbados ·
Bermuda ·
Cuba ·
Curaçao ·
Dominica ·
Dominicaanse Republiek ·
Guyana ·
Haïti ·
Jamaica · 
Mexico ·
Puerto Rico ·
Saint Kitts en Nevis ·
Saint Lucia ·
Saint Vincent en de Grenadines ·
Suriname ·
Trinidad en Tobago